# Explorer 13

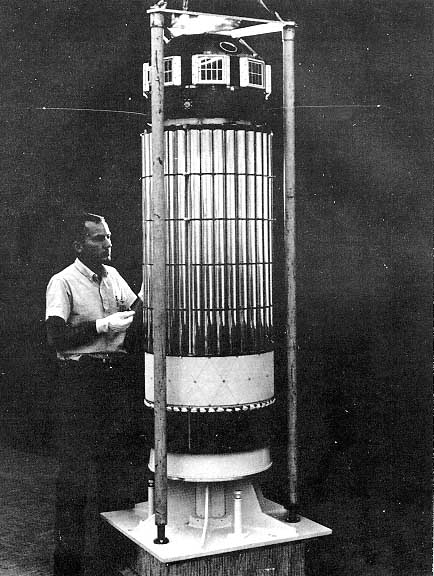
Explorer 13.

L'Explorer 13 fu un satellite statunitense appartenente al Programma Explorer, il suo compito fu studiare l'effetto dei micrometeoriti sui sistemi a bordo delle navicelle spaziali e testare le prestazioni e il sistema di guida della sonda.

## La missione
Explorer 13 fu lanciato il 25 agosto del 1961 tramite un vettore Scout dal sito missilistico delle Wallops Island.
Fu immesso in un'orbita che non era quella designata, tant'è che rientrò nell'atmosfera due giorni dopo, il 28 agosto.
Durante il periodo orbitale non furono registrate penetrazioni da parte di micrometeoriti.

## Il satellite
Explorer 13 era di forma cilindrica con altezza di 1,93 m e diametro 61 cm.
A bordo ospitata una cella al solfuro di cadmio, una griglia costituita da cavi elettrici, rilevatori piezoelettrici, una camera pressurizzata e un rilevatore di micrometeoriti.